# Badmotorfinger
Badmotorfinger — третий студийный альбом американской рок-группы Soundgarden, выпущенный 24 сентября 1991 года на лейбле A&M Records. Soundgarden приступили к записи материала для нового альбома совместно с новым участником группы, бас-гитаристом Беном Шефердом, весной 1991 года. В альбоме сохранилось хэви-метал-звучание группы, а также увеличилась концентрация на написании песен по сравнению с предыдущими релизами. В своём обзоре альбома рецензент AllMusic Стив Хьюи описал Badmotorfinger как «удивительно церебральной и артистичной»; альтернативный гитарный строй и необычные тактовые размеры присутствовали в нескольких песнях, а также двусмысленные тексты, чья задача состояла в создании образов.
Фокус внимания, привлечённый к сиэтловской сцене, привлёк слушателей и к Badmotorfinger. Синглы «Outshined» и «Rusty Cage» были популярны на рок-радио и MTV, тем самым помогли группе заработать бо́льшую популярность. Badmotorfinger стал самым успешным альбомом группы на тот момент, достигнув в американском чарте Billboard 200 39 место 29 февраля 1992 года. В поддержку альбома Soundgarden отправились в турне по всей Северной Америке и Европе, в том числе на разогреве группы Guns N' Roses на их туре под названием Use Your Illusion Tour. В 1992 году пластинка была номинирована на премию «Грэмми» за лучшее метал-исполнение, однако проиграла группе Metallica с их одноимённым альбомом. В Соединённых штатах Badmotorfinger стал дважды платиновым в 1996 году.

## Об альбоме
Группа приступила к записи альбома после тура, прошедшего в поддержку их предыдущего альбома Louder Than Love (1989). На записи присутствует новый басист группы Бен Шеферд. В то время сиэтловская публика была сфокусирована на гранже, что помогло привлечь внимание к альбому.
Синглы «Outshined» и «Rusty Cage» имели большой успех на MTV. Альбом поднялся на высокие позиции в чартах, в том числе и Billboard 200. В поддержку альбома группа гастролировала вместе с Guns N’ Roses, а затем выпустила видео «Motorvision» с записями из этого турне. В 1992 году группа выступала на передвижном фестивале Lollapalooza вместе с Red Hot Chili Peppers, Pearl Jam, Ministry и другими. В том же году Badmotorfinger был номинирован на премию «Грэмми». В Соединённых Штатах альбом стал дважды платиновым по версии RIAA.

## Запись альбома
Альбом был записан весной 1991 года в Studio D в Сосалито, Калифорния, Bear Creek Studios в Вудинвилле, Вашингтон, и A&M Studios в Лос-Анджелесе, Калифорния. Soundgarden решили работать с продюсером Терри Дейтом, который продюсировал их предыдущий альбом - Louder Than Love, потому что, по словам Корнелла, у группы были хорошие отношения с Дейтом, и они не хотели подвергаться давлению, пытаясь найти нового продюсера. Одним из примеров новаторских методов, использованных при записи альбома, является то, что для открывающей песни "Rusty Cage" Тайил использовал вау-педаль в качестве аудиофильтра, что привело к необычному гитарному звуку, который, по его словам, произвёл гитарный рифф, который "почти звучит наоборот».

## Музыка и тематика текстов
Что касается лирики, Корнелл сказал, что старался не вдаваться в подробности и больше интересовался тем, чтобы двусмысленность «создавала красочные образы». Тайил сравнил прослушивание альбома с «чтением романа о конфликте человека с самим собой или обществом, или правительством, или его семьй, или экономикой, да и вообще с чем угодно». «Jesus Christ Pose» была написана об известных людях, которые используют символ распятия Иисуса, чтобы внушить, что они подвергаются общественным гонениям. Тайил написал текст для «Room a Thousand Years Wide» и сказал, что песня посвящена «жизненному опыту в целом». «Holy Water» была написана о людях, которые навязывают свои убеждения другим. «New Damage» тонко критикует правительство США.

## Обложка и название
Логотип Badmotorfinger состоит из зубчатого спиралевидного рисунка. В центре логотипа находится треугольник с названием альбома, а внутри изображена свеча зажигания. Обложка альбома была создана гитаристом Марком Дэнси из Big Chief.
Тайил предложил название Badmotorfinger как шутку на песню Монтроуза «Bad Motor Scooter». Таил объяснял: «Оно было отчасти из головы. Мне оно просто понравилось, потому что было красочным. Оно также было довольно агрессивным… Вызывает в воображении множество различных образов. Нам нравится эта двусмысленность, то, как она звучит и как выглядит».

## Список композиций
| №   | Название                            | Длительность |
| --- | ----------------------------------- | ------------ |
| 1.  | «Rusty Cage»                        | 4:26         |
| 2.  | «Outshined»                         | 5:11         |
| 3.  | «Slaves & Buldozers»                | 6:56         |
| 4.  | «Jesus Christ Pose»                 | 5:51         |
| 5.  | «Face Pollution»                    | 2:24         |
| 6.  | «Somewhere»                         | 4:21         |
| 7.  | «Searching with My Good Eye Closed» | 6:31         |
| 8.  | «Room a Thousand Years Wide»        | 4:06         |
| 9.  | «Mind Riot»                         | 4:49         |
| 10. | «Drawing Flies»                     | 2:25         |
| 11. | «Holy Water»                        | 5:07         |
| 12. | «New Damage»                        | 5:40         |

## Участники записи
- Крис Корнелл — вокал, гитара
- Бен Шеферд — бас-гитара
- Ким Тайил — гитара
- Мэтт Кэмерон — ударные
- Терри Дэйт — продюсер

## Позиции в чартах
| Чарт (1992)              | Позиция |
| ------------------------ | ------- |
| US Billboard 200         | 39      |
| UK Albums Chart          | 39      |
| Canadian Albums Chart    | 50      |
| Чарт (1994)              | Позиция |
| New Zealand Albums Chart | 49      |

| Год  | Сингл               | Место в Великобритании |
| ---- | ------------------- | ---------------------- |
| 1991 | «Jesus Christ Pose» | 30                     |
| 1991 | «Outshined»         | 50                     |
| 1992 | «Rusty Cage»        | 41                     |